# Bělbožice
Bělbožice (německy Belbowitz) jsou malá vesnice, část obce Šípy ležící v okrese Rakovník ve Středočeském kraji. V roce 2011 zde trvale žilo 38 obyvatel.

## Historie
První písemná zmínka o vesnici pochází z roku 1406.

## Obyvatelstvo
| Rok            | 1869 | 1880 | 1890 | 1900 | 1910 | 1921 | 1930 | 1950 | 1961 | 1970 | 1980 | 1991 | 2001 | 2011 | 2021 |
| -------------- | ---- | ---- | ---- | ---- | ---- | ---- | ---- | ---- | ---- | ---- | ---- | ---- | ---- | ---- | ---- |
| Počet obyvatel | 158  | 146  | 114  | 99   | 120  | 115  | 103  | 71   | 72   | 60   | 63   | 59   | 36   | 38   | 40   |
| Počet domů     | 22   | 22   | 22   | 22   | 22   | 22   | 24   | 24   | 24   | 20   | 18   | 20   | 20   | 20   | 19   |

## Obecní správa
Při sčítání lidu v letech 1850–1979 Bělbožice byly osadou obce Šípy, se kterým patřily nejprve do okresu Kralovice, ale v roce 1950 v okrese Plasy a od roku 1960 v okrese Rakovník. Od 1. ledna 1980 do 23. listopadu 1990 byly částí obce Čistá v okrese Rakovník. Od 24. listopadu 1990 jsou opět částí obce Šípy v okrese Rakovník.

## Galerie

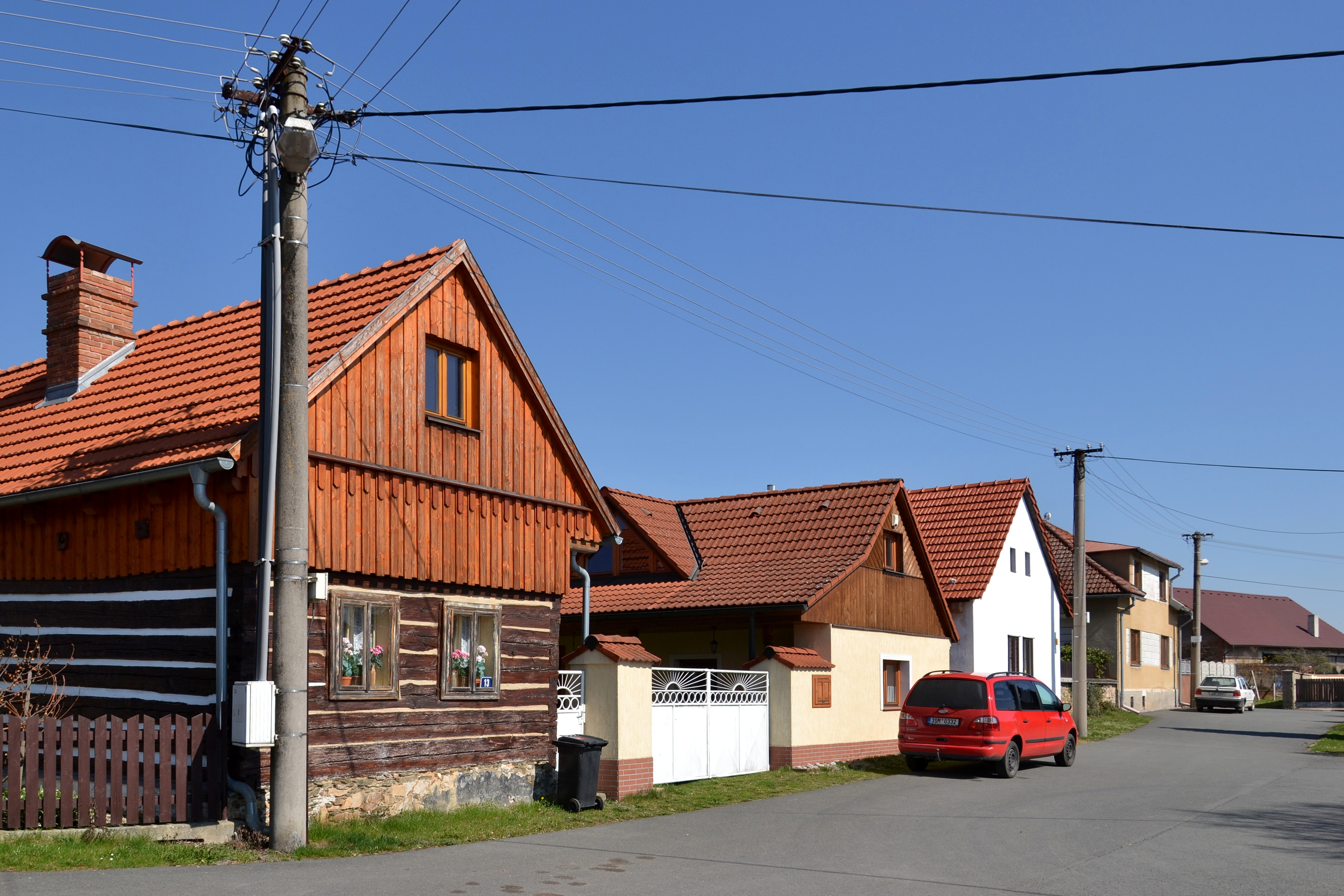
Domy na severním okraji návsi
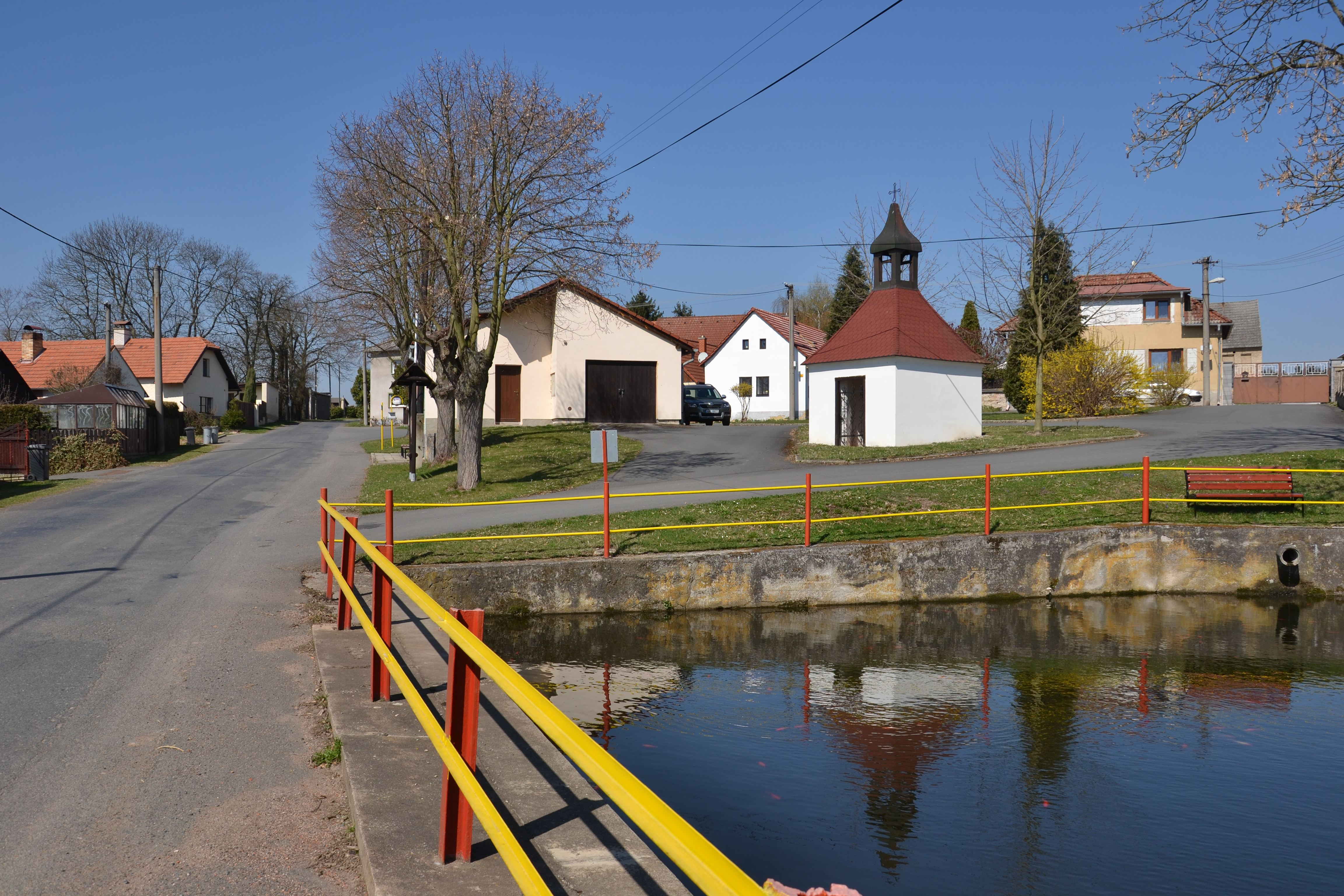
Kaple
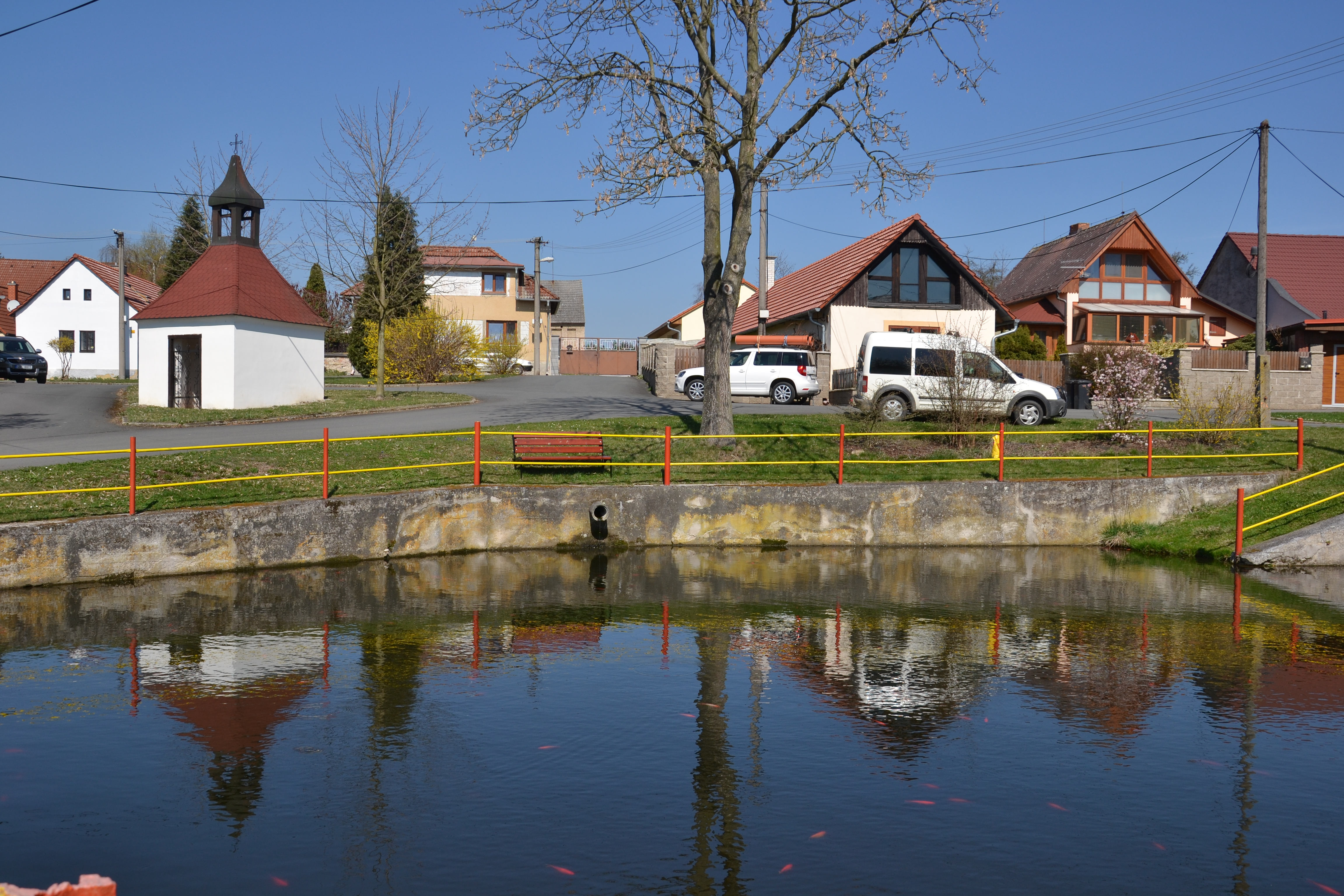
Východní okraj návsi